# Laholms vattenkraftverk
Laholms vattenkraftverk är ett vattenkraftverk i utkanten av Laholm. Det använder vatten från Lagan. Verket byggdes 1932.
Kraftverket togs i drift 1932 och byggdes för att förse Södra stambanan med el för sträckan Nässjö till Malmö. Byggnaden ritades av Salomon Sörensen och Arnold Salomon-Sörensen. Kraftverket ägdes ursprungligen av Sydkraft, men ägs numera av Statkraft och fjärrstyrs från Sollefteå. Vid kraftverket finns ett besökscenter.
I syfte att kompensera att laxen inte kan passera kraftverket drivs en laxodling i närheten av kraftverket. Den har en historia som går tillbaka till kraftverksbygget. Därifrån sätt ut 90 000 laxsmolt ut per år. Under 2018 genomfördes en namninsamling av Sportfiskarna, Älvräddarna och Naturskyddsföreningen för att riva kraftverket.